# 회사채
회사채(會社債, 영어: corporate bond) 또는 단순히 사채(社債)는 주식회사가 자금을 조달하기 위하여 회사가 일반공중으로부터 비교적 장기의 채권이라는 유가증권을 발행하여 부담하는 채무를 말한다. 대량적으로 발행하는 채권으로 채권자는 주주들의 배당에 우선하여 이자를 지급받게 된다.

## 법률적 의의
- 주식회사가 사채의 발행자이며, 유한회사는 발행 할 수 없다.(상법 제600조 제2항·제604조 제1항 단서)
- 사채는 회사의 채무이므로 사채권자는 회사에 대하여 볼 때 개인법상의 채권자이다.
- 사채는 채권발행형식에 의한 것이므로 차용증서나 어음에 의한 차입금과는 다르다.
- 사채는 주식회사가 일반 대중으로부터 집단적·대량적으로 조달하는 채무이다. 계약에 따라 일정한 이자를 지급함과 동시에 만기에 원금을 상환할 것을 약속하는 증권이며, 이에 따라 만기와 지급할 이자, 만기일에 지급할 원금 등을 반드시 표시하도록 되어있다.

## 종류

### 이자지급방법에 따른 분류
- 이표채 - 쿠폰부사채. 일정기간마다 지급되는 이자액을 명기한 이표가 채권에 첨부있어 정해진 시기마다 이표를 떼어주고 이자를 받는 채권이다.
- 할인채 - 액면가에서 이자를 차감한 가격으로 발행하고, 만기에 액면가로 상한하는 회사채이다.

### 옵션내용에 의한 분류
- 전환사채(CB: Convertible Bond) - 발행회사의 신주로 전환할 수 있는 권리가 부여된 채권이다. 사채 중 표면금리가 제일 낮다. 전환권을 행사하면 사채권은 소멸하게 된다.
- 신주인수권부사채(BW: Bond with Warrants) - 발행회사의 신주를 인수할 수 있는 권리가 부여된 채권이다. 전환사채와는 달리 신주를 '인수'할 수 있는 권리이므로 신주인수를 위한 신규 자금이 필요하다. 인수권을 행사하더라도 사채권이 남아있게 되어 사채권을 유지하게 된다. 신주인수권만 별도 분리하여 양도 가능하며 분리형과 비분리형으로 나눈다.

### 원금조기상환에 따른 분류
- 수의상환채(Callable Bond) - 일반적으로 회사채는 만기일에 일시에 원금을 상환하는 만기상환사채이다. 이와는 달리 수의상환사채는 만기 이전이라도 기업이 원하는 시기에 상환할 수 있는 사채이다. 기업은 이자율이 낮을 때 기존의 회사채를 상환하고 낮은 이자율로 회사채를 발행하여 이자비용을 절약할 수 있다. 표면이율이 매우 높으며 낮은 가격(일반채권가치-콜옵션가치)를 가진다. 기업에게는 유리하나 채권자에게 불리하므로 상환액은 대부분 액면가격보다 높다.
- 수의상환청구채(Putable Bond) - 수의상환채와는 반대로 투자자가 임의로 중도상환 요구가 가능하다. 표면이율이 매우 낮으며 높은가격(일반채권가치+풋옵션가치)를 가진다. 시장의 금리수준이 상승하는 경우에 권리를 행사하게 된다.

### 보증여부에 따른 분류
- 보증사채 - 발행회사 이외의 제3자인 은행 등에서 상환을 보증하는 회사채를 말한다.
- 무보증사채 - 발행회사가 자기신용을 근거로 발행하는 회사채이다. 한신정평가나 한국신용평가 등의 2개 이상의 복수 신용평가기관에서 신용평가를 받아야 발행가능하다. 대한민국에서 발행되는 사채 거의 대부분 무보증사채이다.

## 같이 보기
- 회사채에 따른 나라 목록
- 상장
- 상장폐지
- 자본잠식

## 참고 문헌
- 이 문서에는 다음커뮤니케이션(현 카카오)에서 GFDL 또는 CC-SA 라이선스로 배포한 글로벌 세계대백과사전의 내용을 기초로 작성된 글이 포함되어 있습니다.